# Janek (série de téléfilms)
Janek (Janek) est une série de 9, téléfilms américains chacun d'une durée de 90 minutes, diffusée entre le  24 novembre 1985 et le 20 décembre 1994  sur le réseau  CBS. La série a été diffusée en France entre 1988 et 1994 sur France 3. C'est une adaptation des romans de William Bayer

## Synopsis
Le lieutenant Frank Janek est un policier de la police de New York. Le lieutenant Janek et son adjoint Détective Aaron Greenberg mènent des enquêtes au cœur de la grosse pomme.

## Distribution
- Richard Crenna (VF : Jean-Claude Michel) : Lieutenant Frank Janek
- Cliff Gorman : Détective Aaron Greenberg

## Épisodes
1. 1985 : Méprise  Première partie et seconde partie (Doubletake)
2. 1988 : Police des polices Première partie et seconde partie (Janek: Internal Affairs)
3. 1990 : Meurtre en noir et blanc (Janek: Murder in Black and White)
4. 1990 : Meurtre x 7 (Janek: Murder Times Seven)
5. 1992 : Meurtres sur la voie 9 (Janek: Terror on Track 9)
6. 1994 : Analyse d'un meurtre (Janek: The Forget-Me-Not Murders)
7. 1994 : Coulisses d'un meurtre (Janek: The Silent Betrayal)